# Verónica Pérez Fernández
Verónica Pérez Fernández (San Juan de Aznalfarache, 21 de juny de 1978) és una política espanyola, secretària general del PSOE de Sevilla i diputada per la província de Sevilla al Parlament d'Andalusia.

## Biografia
Nascuda a San Juan de Aznalfarache, la seva vinculació amb el PSOE va començar als catorze anys en les Joventuts Socialistes i es va afiliar al PSOE als divuit anys. Des de llavors ha ostentat diferents càrrecs com a secretària de Medi Ambient i Ordenació del Territori del PSOE-A en el període 2004-2008. Entre 1999 i 2005 va ser regidora de l'Ajuntament de San Juan de Aznalfarache i també és diputada provincial. En les eleccions autonòmiques de 2004 va ser triada diputada per la província de Sevilla al Parlament d'Andalusia, càrrec que va renovar en les eleccions de 2008, 2012 i 2015. El desembre de 2013 va ser triada secretària general del PSOE de Sevilla en substitució de Susana Díaz en assumir la presidència de la Junta d'Andalusia i la secretaria general del PSOE-A. A més, des del 16 d'abril de 2015 és secretària primera del Parlament d'Andalusia.

## Càrrecs exercits
- Regidora de l'Ajuntament de San Juan de Aznalfarache (1999-2005).
- Secretària de Medi Ambient i Ordenació del Territori del PSOE-A (2004-2008).
- Diputada per la província de Sevilla al Parlament d'Andalusia (des de 2008).
- Secretària general del PSOE de Sevilla (des de 2013).
- Secretària primera del Parlament d'Andalusia (des de 2015).